# Hoshin kanri
Hoshin kanri – koncepcja wywodząca się z Japonii, którą wykorzystuje wiele przedsiębiorstw stosujących lean management. Określana często w literaturze przedmiotu jako metoda zarządzania strategicznego ukierunkowana na integrację, ujednolicanie i porządkowanie najważniejszych elementów strategii przedsiębiorstwa.

## Opis
Z języka japońskiego Hoshin Kanri można przetłumaczyć jako:
- Hoshin – „kierunek”, „lśniąca igła”, „kompas”,
- Kanri – „zarządzanie”, „zasady”.

Hoshin Kanri jest między innymi sposobem na bezkonfliktowe propagowanie celów strategicznych organizacji na niższe poziomy zarządzania oraz sposobem integracji celów długookresowych z celami krótkoterminowymi.
Hoshin Kanri tłumaczone jest na język angielski jako policy deployment lub strategy deployment, co w przekładzie na język polski oznacza odpowiednio wdrażanie polityki firmy lub wdrażanie strategii firmy.